# Anhydride acetic
Acetic anhydride, hay ethanoic anhydride là một hợp chất hóa học, có công thức (CH3CO)2O hay Ac2O, nó là anhydride isolable đơn giản nhất của một axit cacboxylic và được sử dụng rộng rãi như là một thuốc thử trong tổng hợp hữu cơ. Nó là một chất lỏng không màu, có mùi mạnh mẽ của axit acetic, được hình thành bởi phản ứng của nó với độ ẩm trong không khí.
Acetic anhydride phản ứng với nước tạo ra axit axetic theo phương trình hóa học sau đây:
{\displaystyle {\ce {Ac2O + H2O-> 2AcOH}}}
(AcOH là công thức hữu cơ của axit axetic)